# جوني دير
جوني دير (بالإنجليزية: Johnny Dare)‏ هو مقدم برامج إذاعية أمريكي، ولد في 27 أغسطس 1968 في ممفيس في الولايات المتحدة.